# 埔寨农场
埔寨农场是中华人民共和国广东省梅州市丰顺县下辖的一个农场（类似乡级单位）。

## 行政区划
埔寨农场下辖以下地区：半岭管理区村和大塘管理区村。